# Гексасульфид гептаникеля
Гексасульфид гептаникеля — бинарное неорганическое соединение 
металла никеля и серы
с формулой Ni7S6,
тёмно-жёлтые кристаллы,
не растворяется в воде.

## Получение
- В природе встречается минерал годлевскит — Ni7S6 с примесями железа[1].

- Спекание дисульфида триникеля и сульфида никеля(II):

{\displaystyle {\mathsf {2Ni_{3}S_{2}+NiS\ {\xrightarrow {573^{o}C}}\ Ni_{7}S_{6}}}}

## Физические свойства
Гексасульфид гептаникеля образует тёмно-жёлтые кристаллы
ромбической сингонии,
пространственная группа B mmb,
параметры ячейки a = 0,3274 нм, b = 1,6157 нм, c = 1,1359 нм
.
При температуре 399°С происходит переход в фазу
тетрагональной сингонии,

параметры ячейки a = 0,9343 нм, c = 1,1250 нм